# Eulalia Guzmán
Pour les articles homonymes, voir Guzmán.
Eulalia Guzmán Barrón (1890–1985) est une pionnière du féminisme, une pédagogue et une militante nationaliste du Mexique post-révolutionnaire. Elle a également mené une carrière plus controversée d'archéologue. Son legs durable dans le domaine de l'archéologie est la création de la Bibliothèque nationale d'anthropologie et d'histoire et la constitution d'un fonds de milliers de documents relatifs à l'histoire du Mexique collectés dans des archives du monde entier.

## Féminisme et enseignement
Eulalia Guzmán Barrón naît le 12 février 1890 à San Pedro Piedra Gorda, dans la municipalité de Cuauhtémoc, dans l'État de Zacatecas, au Mexique. Sa famille s'installe à Mexico quand E. Guzman est âgée de huit ans. E. Guzmán rejette l'idée que les femmes sont destinées à la vie domestique et s'engage dans la voie de l'enseignement. Elle reçoit une bourse pour étudier à l'école normale des enseignants et y obtient son diplôme en 1910. De 1909 à 1914, Guzmán est assistante à l'école normale.
En 1906, elle cofonde Admiradoras de Juárez (littéralement, «Les admiratrices de  Benito Juárez») avec Hermila Galindo, Laura N. Torres et Luz Vera pour faire campagne en faveur du droit de vote des femmes. Par la suite, la révolution mexicaine (1910-1920) a permis aux femmes d'accéder à de nouveaux espaces dont elles étaient exclues auparavant, mais elle ne leur a pas accordé le droit de vote, qui n'entrera en vigueur pour elles qu'au début des années 1950.
Guzmán cofonde l'école professionnelle Corregidor de Querétaro en collaboration avec Herminia Álvarez Herrera, María Arias Bernal et Dolores Sotomayor, école dont l'objectif est d'aider les femmes à améliorer leur situation économique.
Lorsque le président Francisco I. Madero est arrêté en 1913, Eulalia Guzmán et Maria Arias Bernal tentent de se rapprocher de l'instigateur du coup d'Etat, Victoriano Huerta, pour le convaincre de laisser la vie sauve au président et à son vice-président. Après l'assassinat de Madero elle milite en faveur des constitutionnalistes et contre Victoriano Huerta dans le cadre du Club Feminil Lealtad (Women's Loyalty Club). L'activité politique de Eulalia Guzman  entraîne son licenciement de l'école Miguel Lerdo de Tejada, mais l'enseignante obtient rapidement un poste dans l'école secondaire Fournier.
Son parcours dans l'enseignement incite les constitutionnalistes à envoyer E. Guzmán aux États-Unis en 1921 pour y faire des recherches sur les méthodes d'enseignement de l'histoire dans les écoles américaines. Aux États-Unis, Guzmán représente le Conseil féministe mexicain à la convention de la Ligue des électrices de 1922 à Baltimore et à la Conférence panaméricaine des femmes, avec Elena Torres et Julia Nava de Ruisánchez. De retour au Mexique, elle enseigne dans une école primaire rurale de Bácum dont les élèves sont des Amérindiens Yaquis et elle dirige une école du soir pour adultes. Entre 1923 et 1924, elle retourne à Mexico où elle devient la directrice de la campagne nationale contre l'analphabétisme. De 1926 à 1929, Guzmán étudie les méthodes d'enseignement dans des écoles européennes, et se rend dans ce but en Suisse et en Allemagne. De retour au Mexique, elle obtient une maîtrise en philosophie en 1933 de l'École d'études avancées de l'Université nationale autonome du Mexique (UNAM).

## Archéologie

### Travaux et carrière
Elle participe aux fouilles de la tombe 7 de Monte Albán en 1933 avec Alfonso Caso ; en 1934 elle est l'une des premières à étudier le site précolombien de Chalcatzingo. En 1934 également elle est nommée directrice du département d'archéologie du Musée national, et deux ans plus tard, elle est chargée de la recherche de documents sur l'histoire du Mexique dans des musées et des bibliothèques d'Europe et des États-Unis. Elle étudie et voyage jusqu'en 1940, collectant plus de 3000 documents qui sont conservés par l'Institut national d'anthropologie et d'histoire (INAH). Guzman crée les archives historiques de la Biblioteca Nacional de Antropología e Historia (BNAH) (Bibliothèque nationale d'anthropologie et d'histoire). En 1942, elle explore les sites archéologiques d'Izapa et de Comitán de Domínguez au Chiapas et de sa propre ville natale, San Pedro Piedra Gorda. E.Guzmán est nommée à la tête des archives historiques de l'Institut national d'anthropologie et d'histoire en 1944 et occupe ce poste jusqu'à sa retraite en 1968. Pendant ce temps, elle poursuit ses études et obtient en 1945 un diplôme en archéologie. Elle travaille sur un projet de film sur l'Amérique latine avec les Walt Disney Studios et elle fouille des sites à Chachoapam, Nochistlán, Tamazulapan, San Juan Teposcolula et Santo Domingo Yanhuitlán.

### Polémique au sujet de la dépouille supposée de Cuauhtémoc
En 1949, Guzmán est chargée d'enquêter sur des témoignages qui localisent les restes du dernier chef (tlatoani) aztèque Cuauhtémoc dans la ville d'Ixcateopan, dans l'état de Guerrero. Cette affaire qui a duré près de trente ans a terni la réputation scientifique d'Eulalia Guzman. La politique y a joué un rôle :  Cuauhtémoc symbolise la résistance aux conquérants espagnols ; le prestige de ce défenseur de Mexico-Tenochtitlan est immense, et le lieu comme les circonstances exactes de sa mort étant inconnus, l'annonce d'une découverte de sa sépulture suscitait une grande émotion. Eulalia Guzman entraînée par la ferveur nationaliste collective s'est écartée en cette circonstance des règles de la méthode scientifique.
Guzmán examine les documents attribués à un prêtre franciscain et, les croyant authentiques, engage des fouilles dans l'église principale d'Ixcateopan. Elle découvre des ossements censés être, selon les allégations des habitants de la ville, ceux du héros national mexicain Cuauhtémoc, ainsi que des objets (un fer de lance et une plaque ovale avec l'inscription "1525-1529. Rey e S. Coatemo"). Dans un premier temps, les chercheurs acceptent les résultats fournis par E. Guzman, mais après un examen mené par l'Institut national d'anthropologie et d'histoire, ses conclusions sont rejetées. Le tollé public amène des membres éminents du mouvement de l'indigénisme, parmi lesquels Diego Rivera, à soutenir les conclusions de Guzman selon lesquelles les ossements sont authentiques. Le Secrétariat à l'Éducation publique du Mexique (SEP)  constitue une « Grande Commission » composée de certains des chercheurs mexicains les plus réputés, dont Arturo Arnáiz y Freg, Alfonso Caso, Manuel Gamio, José Gómez Robleda et Manuel Toussaint pour un deuxième examen. Ils concluent que les documents sont falsifiés, que les ossements sont récents et critiquent Guzmán, victime d'un canular, pour son manque de méthode.
Guzmán et d'autres publient alors de nombreux articles pour réfuter les conclusions de la commission. La communauté intellectuelle et savante se divise en deux camps, pour et contre Eulalia Guzman. Afin de mettre un terme à la controverse, une quatrième commission est créée en 1976 par le président Luis Echeverría. Le directeur général de l'Institut national d'anthropologie et d'histoire, Guillermo Bonfil, réunit des archéologues, des architectes, des anthropologues, des médecins légistes et des historiens, qui réévaluent la documentation, les matériaux archéologiques, fouillent à nouveau le site. Selon les résultats de la commission de 1976, les restes appartiennent à huit individus décédés à des époques différentes, la plaque ovale peut avoir été fabriquée au XVIe siècle, mais l'inscription qui y figure correspond à une écriture récente, les documents associés à la découverte sont apocryphes.
La perte de crédit de Guzmán dans le domaine académique n'a pas diminué sa popularité ; E Guzman a reçu des hommages dans le cadre de festivals et la place de la ville a été rebaptisée en son honneur.
Elle meurt le 1er janvier 1985 à Mexico.

## Sélection de publications
- La escuela nueva o de la accion (1923)
- Caracteres esenciales del arte antiguo mexicano: su sentido fondamental (1932)
- Los soulages de las rocas del cerro de la Cantera, Jonacatepec, Morelos (1934)
- Exploracion arqueologica en la Mixteca Alta (1934)
- "Un" yugo "totonaco de Medellín, Ver" Boletín del Museo Nacional de Arqueología, Historia y Etnología , Epoca 6a, T. 1 (1934)
- Un manuscrito de la colección Boturini que trata de los antiguos Señores de Teotihuacán (1938)
- " L'art de la cartographie parmi les anciens Mexicains " Imago Mundi Vol. 3 (1939): 1-6.
- Lo que vi y oí (1941)
- Lettre à Jaime Torres Bodet, 1950, et articles courts sur la tombe de Cuauhtémoc (1950)
- avec Alfonso Caso. La genealogía y biografía de Cuauhtemoc: refutación a las afirmaciones del grupo oponente de la llamada Gran Comisión (1954)
- Cuauhtémoc; datos biograficos y cronologicos segun la historia y la tradicion de Ixcateopan (1955)
- Relaciones de Hernán Cortés a Carlos V sobre la invasión de Anáhuac (1958)
- Pruebas y dictámenes sobre la autenticidad de los restos de Cuauhtémoc (1962)
- Mexique, sus antiguos pobladores (1963)
- Manuscritos sobre México en archivos de Italia {1964)
- Moctezuma Xocoyotzin (1966)
- Ichcateopan, la tumba de Cuauhtemoc : héroe supremo de la historia de México. [Tradición oral, documentos, los dictamenes negativos, los concluyentes estudios químicos, antropológicos, históricos, matemáticos, anatómicos, paleográficos (1973)